# Кросна-Весь
Кросна-Весь (пол. Krosna-Wieś) — село в Польщі, у гміні Брвінув Прушковського повіту Мазовецького воєводства.
Населення — 284 особи (2011).

## Демографія
Демографічна структура станом на 31 березня 2011 року:
|          | Загалом | Допрацездатний вік | Працездатний вік | Постпрацездатний вік |
| -------- | ------- | ------------------ | ---------------- | -------------------- |
| Чоловіки | 143     | 32                 | 99               | 12                   |
| Жінки    | 141     | 21                 | 85               | 35                   |
| Разом    | 284     | 53                 | 184              | 47                   |